# David Zürn nejml.
David Zürn nejmladší (1. září 1665 v Olomouci – zemřel po r. 1724 v Olomouci) byl český barokní sochař.

## Život
Narodil se 1. září 1665 v Olomouci, šlo o syna Františka Zürna st. (1630–1707) a jeho manželky Mariny. Z tohoto svazku vzešel i další významný olomoucký sochař František Zürn ml. (1661–1714).
Jeho otec pocházel z bavorského Wasserburgu, kde se spolu se svým nevlastním bratrem Michaelem Zürnem ml. (1654–1698) a Davidem Zürnem ml. (1646 – po 1681) vyučil sochařské profesi u jejich otce Davida Zürna st. Jednalo se o významnou hornorakouskou rodinu, jejíž příslušníci (František Zürn st. a Michael Zürn ml.) jsou od roku 1658 doloženi v Olomouci, kde založili sochařskou tradici.
Dne 10. února 1687 ukončil své studium v otcově dílně, jež velmi ovlivnilo jeho budoucí tvorbu. Během devadesátých let pobýval na studijní cestě ve Štýrsku. Před koncem 17. století je opět doložen v Olomouci, kde jako tovaryš pracoval v otcově ateliéru. V listopadu 1707 jeho otec, František Zürn st., zemřel a on sám se stal cechovním mistrem a o rok později i olomouckým měšťanem. Roku 1715 se stal přísežným cechu malířů, sochařů a dalších umělců a rok poté se stal olomouckým radním. Zemřel po roce 1724.
Sochařská tvorba celé rodiny Zürnů v Olomouci a okolí nevyniká vysokou kvalitou, patří spíše k průměrným pracím. Toto platí i o kvalitě jeho tvorby, i ta se vyznačuje rozkolísaností. Vedle statičtějších soch vytváří i dynamické, expresivně laděné figury.

## Dílo
Mezi jeho první díla patřily skulptury vytvořené pro premonstráty olomouckého Svatého Kopečku.

### Olomouc, Řepčín
Roku 1707 byl pověřen opatem Norbertem Želeckým, aby vytvořil sochu sv. Jana Nepomuckého. Původně byla socha umístěna při císařské silnici do Olomouce, roku 1736 však byl sloup se sochou rozebrán a dnes se nachází na křižovatce polních cest v Řepčíně (městská část Olomouce). Dřík sloupu zdobí tři reliéfní kartuše, které jsou však špatně rozeznatelné. Dnes už je původní pouze podstavec z maletínského pískovce, zbytek díla (sloup s toskánskou hlavicí a socha sv. Jana Nepomuckého) je novodobější kopie olomouckého sochaře Hořínka, roku 1934 byl totiž při větrné smršti sloup poražen. Fragmenty byly uloženy do městského lapidária v Olomouci, odkud se brzo ztratily.

### Tážaly
Socha sv. Norberta z Xantenu, zakladatele premonstrátského řádu, byla vytvořena roku 1708 a měla být protějškem sochy sv. Jana Nepomuckého. Po zrušení řádu byla socha přenesena na návrší nad obcí Tážaly. Pískovcový podstavec je v dolní části rozšířen dvěma volutami, v horní části je po všech stranách zdoben shluky plodů, jež jsou propojeny pentlemi. Socha sv. Norberta stojí na obláčku, ze kterého vystupuje polopostava heretika Tanchelma. Atribut mučednické palmy socha původně držela v pravé ruce, není však známo, co držela v levé pozvednuté ruce.

### Náměšť na Hané
Nový opat kláštera na Hradisku, Bernard Wancke, jej požádal o další sochu. Roku 1709 byla tedy vytvořena socha Panny Marie s Ježíškem, původně byla umístěna na začátku poutní cesty na Svatý Kopeček. Kolem roku 1795 byla socha přemístěna na Náměstí T. G. Masaryka v Náměšti na Hané. Čtyřstupňové oktogonální schodiště s válcovitým soklem přechází do válcovitého podstavce, který je bohatě zdoben akantovým dekorem. Čtyři dekorativní oválné kartuše tvoří obvod podstavce, na čelní straně s reliéfem sv. Kryštofa. Následuje válcový sokl, na kterém stojí socha Panny Marie se Zeměkoulí obtočenou hadem a půlměsícem. Ikonograficky se jedná o zajímavé spojení dvou typů: barokní Immaculaty (neposkvrněné početí) a raně křesťanské Hodegetrie s žehnajícím Ježíškem.

### Penčice
Poslední socha, kterou nechal opat Bernard Wancke vytvořit roku 1711, měla být protějškem předchozí sochy Panny Marie Immaculaty. Socha sv. Josefa byla roku 1797 převezena před kostel sv. Petra a sv. Pavla v Penčicích.
Podstavec je téměř totožný s podstavcem Panny Marie Immaculaty, při přesunu do Penčic však přišel o schodiště i vysoký sokl. Obvod je opět tvořen čtyřmi kartušemi. Socha sv. Josefa v nadživotní velikosti stojí na zeměkouli a vpravo od něj sedí andílek. Sv. Josef drží na levé ruce malého Ježíška a pravou ruku drží na hrudi.
Ještě než začal pracovat pro olomoucké premonstráty, vytvořil roku 1707 dílo pro farní kostel Povýšení sv. Kříže v Brodku u Prostějova.

### Olomouc, kostel P. Marie Sněžné
V letech 1713–1716 vytvořil pro průčelí kostela Panny Marie Sněžné v Olomouci kamenné hlavice, sochy řádových světců a také figuru Panny Marie.

### Odry
Ve městě Odry se nacházejí dvě jím vytvořené sochy roku 1714. Obě původně stávaly na bývalém Jánském mostě, nyní jsou vedle cesty směrem k městskému parku. Sochu sv. Jana Nepomuckého dal vytvořit majitel panství Marcus Antonius de Rochowille. Hranolový sokl rozšířený volutami a zdobený akantovým dekorem je osazen erbem donátorů. Socha sv. Františka z Assisi byla objednána novým oderským pánem Františkem Leopoldem Lichnovským, jehož erb je v kartuši opět zobrazen na soklu.

### Němčice nad Hanou
V blízkosti kostela sv. Máří Magdalény v Němčicích nad Hanou své místo našly další sochy Davida Zürna nejml. z roku 1717. Jedná se o figury sv. Jana Nepomuckého, jejímž protějškem je socha sv. Jana Sarkandera (mylně uváděný jako sv. František Xaverský).

### Tištín, kostel sv. Petra a Pavla
Pro průčelí kostela sv. Petra a Pavla v Tištíně vytvořil 6 soch.

### Olšany
V Olšanech u Prostějova se nachází jeho socha sv. Jana Nepomuckého z roku 1712.

### Šternberk, Mariánský sloup
Sloup stojí před kostelem Zvěstování Panny Marie na Horním náměstí ve Šternberku. Kníže Josef z Liechtensteina jej nechal postavit roku 1719 jako poděkování za uchránění města před morovou nákazou (1715-1716).

### Kroměříž, Kostel Nanebevzetí Panny Marie
Oltář čtrnácti svatých pomocníků v boční Lurdské kapli
kostela Nanebevzetí Panny Marie v Kroměříži.
Jedná se o řezbářskou práci z borového a lipového dřeva z období let 1715 až 1720.
Autorství bylo nejprve přisuzováno Františku Ondřeji Hirnlovi, nyní se ale odborníci přiklánění
k Davidu Zürnovi nejmladšímu.

### Kroměříž, Mariánský sloup
Spolupodílel se s Michaelem Zürnem ml. na realizaci Mariánského sloupu v Kroměříži